# Миянде
Миянде́, или Мианде́, или Меянде́,  или Исламаба́д (перс. ميانده‎) — небольшой город на юге Ирана, в провинции Фарс. Входит в состав шахрестана  Феса.

## География
Город находится в южной части Фарса, в горной местности юго-восточного Загроса, на высоте 1 161 метра над уровнем моря.
Миянде расположен на расстоянии приблизительно 155 километров к юго-востоку от Шираза, административного центра провинции и на расстоянии 800 километров к юго-юго-востоку (SSE) от Тегерана, столицы страны.

## Население
По данным переписи, на 2006 год население составляло 5 524 человека; в национальном составе преобладают персы, в конфессиональном — мусульмане-шииты.